# IPTC
IPTC (англ. International Press Telecommunications Council — «Міжнародна рада з преси та телекомунікацій», вимовляється «ай-пі-ті-сі») — організація зі штаб-квартирою в Лондоні, Англія, що складається з найбільших новинних агентств і постачальників новин, метою якої є створення і поліпшення технічних стандартів для обміну новинами.
Зокрема, ними був розроблений стандарт метаданих для цифрових зображень, який дозволяє зберігати різну змістовну інформацію про зображення (на відміну від стандарту EXIF, який більше націлений на технічну інформацію).